# Jörn Meiners
Jörn Meiners (* 26. Mai 1973 in Nördlingen) ist ein deutscher Ju-Jutsuka, der bei den World Games 1997 in Lahti Gold im Fighting in der Gewichtsklasse bis 62 kg wurde und 1998 den Weltmeistertitel in Berlin in derselben Klasse errang.

## Karriere
Meiners begann 1986 mit Judo beim TSV Nördlingen. Zudem spielte er Basketball und Fußball. 1987 begann er mit Ju-Jutsu und startete 1989 seine Wettkampflaufbahn. 1991 wurde er deutscher Meister in der Jugend und als erster Sportler im Ju-Jutsu gleich im ersten Aktivenjahr 1992 deutscher Meister bei den Herren. Meiners wurde mit 19 Jahren von Bundestrainer Roland Köhler in die Nationalmannschaft berufen und wurde 1996 zum ersten Mal bei einem großen Turnier eingesetzt. Er wurde Fünfter bei den Weltmeisterschaften in Paris, seine jetzige Frau Ulrike (damals Limmer) wurde Dritte. 1997 war sein erfolgreichstes Wettkampfjahr. Er erkämpfte sich die Goldmedaille bei den World Games in Lahti (Finnland) und die Silbermedaille bei den Europameisterschaften in Stockholm in der Gewichtsklasse der Herren bis 62 kg. 1998 krönte er seine Wettkampflaufbahn mit dem Weltmeistertitel in Berlin.
Er beendete seine aktive Laufbahn im Jahr 2000. Danach wurde er bayerischer Landestrainer. Bei einem Kurzcomeback 2007/2008 wurde er noch einmal Dritter bei der Deutschen Meisterschaft 2008 und der German Open 2007. Jörn Meiners war von 1999 bis 2007 Bayerischer Landestrainer und von 2003 bis 2007 Bundeslehrreferent des Deutschen Ju-Jutsu-Verbandes (DJJV). Er hat den 6. Dan im Ju-Jutsu inne und ist seit 2011 Bundestrainer des DJJV der Juniorinnen U18 und U21, sowie Teamchef der Jugend.

### Erfolge
- World-Games-Sieger 1997[3]
- Weltmeister 1998[4]
- Vizeeuropameister 1997
- dreimal Deutscher Meister (1991, 1992 und 1998)[5]
- viermal Deutscher Mannschaftsmeister mit dem Würzburger Stadtteilclub SV Oberdürrbach (1993, 1994, 1995 und 2011)
- zweimal Gewinner der Danish Open (1995 und 1996)
- zweimal Gewinner der Göta Open in Schweden (1995 und 1996)
- Gewinner der Rotterdam Open 1995
- Gewinner der US Open im Duo Wettkampf mit seiner Tochter Svenja Meiners 2015

## Leben
Er studierte Germanistik und Geographie mit dem Abschluss des Magister Artium an der Bayerischen Julius-Maximilians-Universität in Würzburg und absolvierte das Diplom-Trainerstudium des DOSB an der Trainerakademie Köln, wo er 2003 den Abschluss machte. Weiterhin ist er Fitnesstrainer, Sportrehatrainer und Ernährungstrainer der BSA.
Heute ist Meiners Geschäftsführer der Meiners GmbH, die (Kampf-)Sportartikel vertreibt, zudem veröffentlicht er in seinem Verlag zahlreiche Lehr-DVDs zum Thema Training, Trainingslehre und Kampfsport. Meiners wurde im Jahr 2000 in Nördlingen auf den dritten Platz zum Rieser Sportler des Jahrhunderts gewählt, erster wurde der legendäre „Bomber der Nation“, Gerd Müller.